# Boxöfjärden
Boxöfjärden är en vid fjärd i Skärgårdshavet till största delen i Saltvik kommun och delvis i Vårdö kommun på Åland. Fjärden sträcker sig cirka 16 kilometer i sydöst-nordvästlig riktning från Västra Simskäla mot Saggö–Aspskärs-arkipelagen. I sydväst-nordöstlig riktning sträcker den sig cirka 13 kilometer från fasta Saltvik mot Kalskär och Hamnö i havsbandet. I Boxöfjärden ingår de mindre fjärdarna Silverskärsfjärden och Norra fjärden.

## Etymologi
Fjärden har fått sitt namn av ön Boxö vars förled antas vara ett bokkastadher, det vill säga betesplats för bockar.